# Douce de Gévaudan
Pour les articles homonymes, voir Douce.
Douce de Gévaudan ou Douce de Carlat, Douce d'Arles (en occitan Dolça), née vers 1090 et morte vers 1129, comtesse de Provence, vicomtesse de Millau et de Carlat, est l'épouse à partir de 1112 de Raimond-Bérenger III, comte de Barcelone.
Sa mort ouvre  en Provence une période d'instabilité, qui se termine par les guerres baussenques (1144-1162), dont les comtes de Barcelone sortent vainqueurs.

## Biographie

### Origines familiales et enfance
Elle est la fille de Gilbert Ier (1055-1111), vicomte de Gévaudan, et de Gerberge d'Arles (1060-1115), comtesse de Provence. 
Elle a une sœur cadette, Étiennette (?-vers 1163).
Elle passe son enfance entre Le Puy, Carlat et Arles.

### Comtesse de Provence et mariage avec le comte de Barcelone (1112)
Le 1er février 1112, sa mère Gerberge lui cède ses droits sur les comtés de Provence, la moitié du Carladès et d'une partie du Rouergue[pas clair], tandis que sa sœur reçoit la plus grande partie de la vicomté de Gévaudan, épousant en 1115 Raymond, seigneur des Baux.
Le 3 février 1112, Douce épouse Raimond-Bérenger III dit « Raimond-Bérenger le Grand » (1082-1131), comte de Barcelone, à qui en 1113, elle remet ses droits sur la Provence, la vicomté de Millau, le Gévaudan et le Carladès.
Elle inaugure ainsi la période catalano-aragonaise de l'histoire de ces régions.[pas clair]

### La cour de Douce de Gévaudan à Barcelone
Selon l'abbé Papon, c'est à sa cour que commence l'histoire de la littérature courtoise et des troubadours, fondée sur la langue des régions méridionales de la France, aujourd'hui appelée ancien occitan : « La princesse Douce la porta chez les Catalans, par son mariage avec Raimond-Bérenger Ier, comte de Barcelone, et la fit briller de toutes les grâces qu'elle et les seigneurs de sa cour étaient capables de lui donner. Dans peu de temps, elle n'eut pas d'autres bornes que les États du comte; elle passa depuis la cour parmi le peuple, à Valence, à Majorque, à Minorque, selon Du Cange, et servit même à dépouiller celle des Espagnols de la barbarie qu'elle avait contracté en passant par la bouche des Sarrasins. Alphonse II, roi d'Aragon, en faisait ses délices et l'employait dans ses poésies, lorsqu'il se délassait, avec les troubadours provençaux, des soins pénibles de la royauté. ».

## Descendance
Elle donne huit enfants à son époux : 
- Raimond-Bérenger IV (1113 - 1162), comte de Barcelone ;
- Bérenger-Raimond (1114 - 1144), comte de Provence et de Gevaudan ;
- Bérengère (1116 - 1149), mariée en 1128 à Alphonse VII, roi de Castille et de Léon (1105 - 1157) ;
- Bernard (1117 - 1117) ;
- Étiennette (1118-après 1131), mariée en 1128 à Centulle III, comte de Bigorre, puis vers 1130 à Raymond II Arnaud (mort en 1167), vicomte de Dax ;
- Mafalda, mariée à Jaspert (mort en 1151), vicomte de Castelnau, puis à Guillaume (mort en 1166), seigneur de Castellvell ;
- Almodis, mariée en 1148 à Pons de Cervera (mort en 1155), vicomte de Bas ;
- Douce de Barcelone née en 1125 et marié avec Guy de Sévérac.